# 1-ша армія (Російська імперія)
1-ша армія (1 А, рос. 1-я армия) — загальновійськова армія, оперативне об'єднання збройних сил Російської імператорської армії в роки франко-російської та Першої світової війн.
За часів війни з Францією мала назву 1-ша Західна армія.

## Командування

### Командувачі
- 19.07.1914—18.11.1914 — генерал від кавалерії Ренненкампф фон П. К.
- 05.12.1914—02.04.1917 — генерал від кавалерії Литвинов О. І.
- 12.04.1917—24.04.1917 — генерал-лейтенант Одішелідзе І. З.
- 22.04.1917—30.07.1917 — генерал-лейтенант Соковнін М. О.
- 31.07.1917—09.09.1917 — генерал-лейтенант Ванновський Г. М.
- 09.09.1917—11.1917 — генерал-лейтенант Нотбек фон В. В.